# Saint-Genix-sur-Guiers
Saint-Genix-sur-Guiers foi uma comuna francesa na região administrativa de Auvérnia-Ródano-Alpes, no departamento de Saboia. Estendia-se por uma área de 12,27 km². Em 2010 a comuna tinha 2 990 habitantes (densidade: 243,7 hab./km²).
Em 1 de janeiro de 2019, foi incorporada à nova comuna de Saint-Genix-les-Villages.